# 悔悛するマグダラのマリア (グエルチーノ)
『悔悛するマグダラのマリア』（悔悛するマグダラのマリア、伊: Santa Maria Maddalena penitente、英: Saint Mary Magdalene Penitent）、または『マグダラのマリア』（伊: Santa Maria Maddalena、英: Saint Mary Magdalene）は、イタリア・バロック絵画の巨匠グエルチーノが1652-1655年にキャンバス上に油彩で制作した絵画である。ザンベッカーリ・コレクションに由来し、現在、ボローニャ国立絵画館に所蔵されている。伝記作者カルロ・チェーザレ・マルヴァジーアによれば、本作はグエルチーノが自宅の装飾のために『隠修士聖パウルス』 (ボローニャ国立絵画館)、『洗礼者聖ヨハネ』 (個人蔵)、『聖ヒエロニムス』 (複製のみ現存) とともに描いた作品である。

## 背景

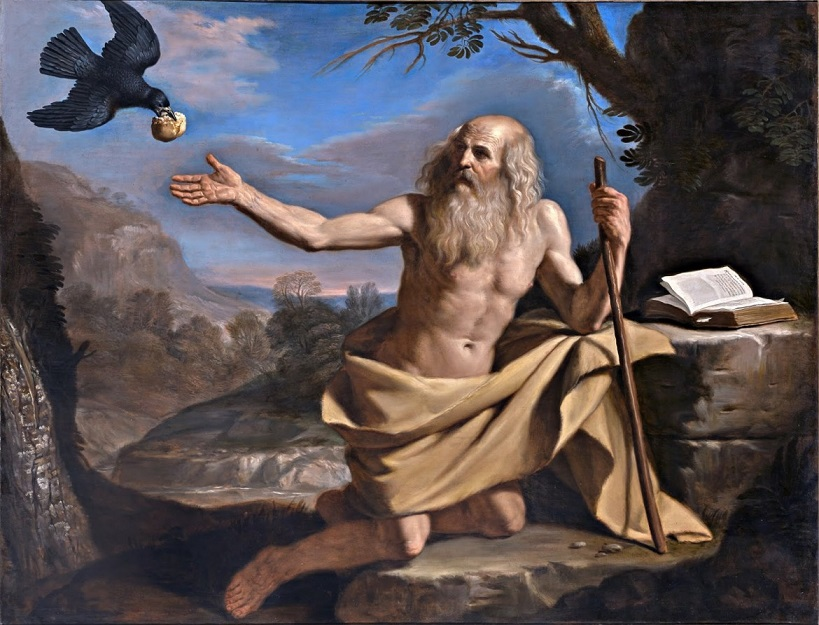
グエルチーノ『隠修士聖パウルス』 (1652-1655年)、ボローニャ国立絵画館

マルヴァージアが情報源としているグエルチーノの「勘定帳」には、本作と上記3点の作品に関する記載が見られない。このことは、4作品が注文によるものではなく画家自身のための私的な作品であったとする見解を裏づける。これらの絵画がどこに、どのような配置で掛けられたのかについては一切資料が残されていない。しかし、連作として構想されたことは確かであろう。4点はいずれもほぼ同じサイズの横長のキャンバスに描かれ、風景と青空を背景に聖人が唯一の人物として登場する。また、聖人たちはいずれも荒野で禁欲的な隠遁生活を送ったことで知られ、主題的に相関が認められるのは明らかである。

## 主題
マグダラのマリアは、福音書においてはイエス・キリストの磔刑、埋葬と復活に立ち会った女性として登場する。しかし、後世において彼女は「ルカによる福音書」中の罪深い女性とベタニアのマリアという2人の女性と同一視された。そして回心し、悔い改めた娼婦というイメージはエジプトのマリアという別の聖人の伝記から借用されたもので、10世紀ごろに成立した。彼女がキリストの死後、南フランスのマルセイユ郊外の洞窟に隠遁し、禁欲的な苦行の生活を送ったという伝承も12世紀以降に付け加えられ、広く知られるようになった。中世において、彼女はイエスの足に香油を塗って自分の髪の毛で拭う姿が主に表されたが、対抗宗教改革以降のカトリック諸国では、悔悛の祈りを捧げる彼女の敬虔な姿がとりわけ好まれた。

## 作品

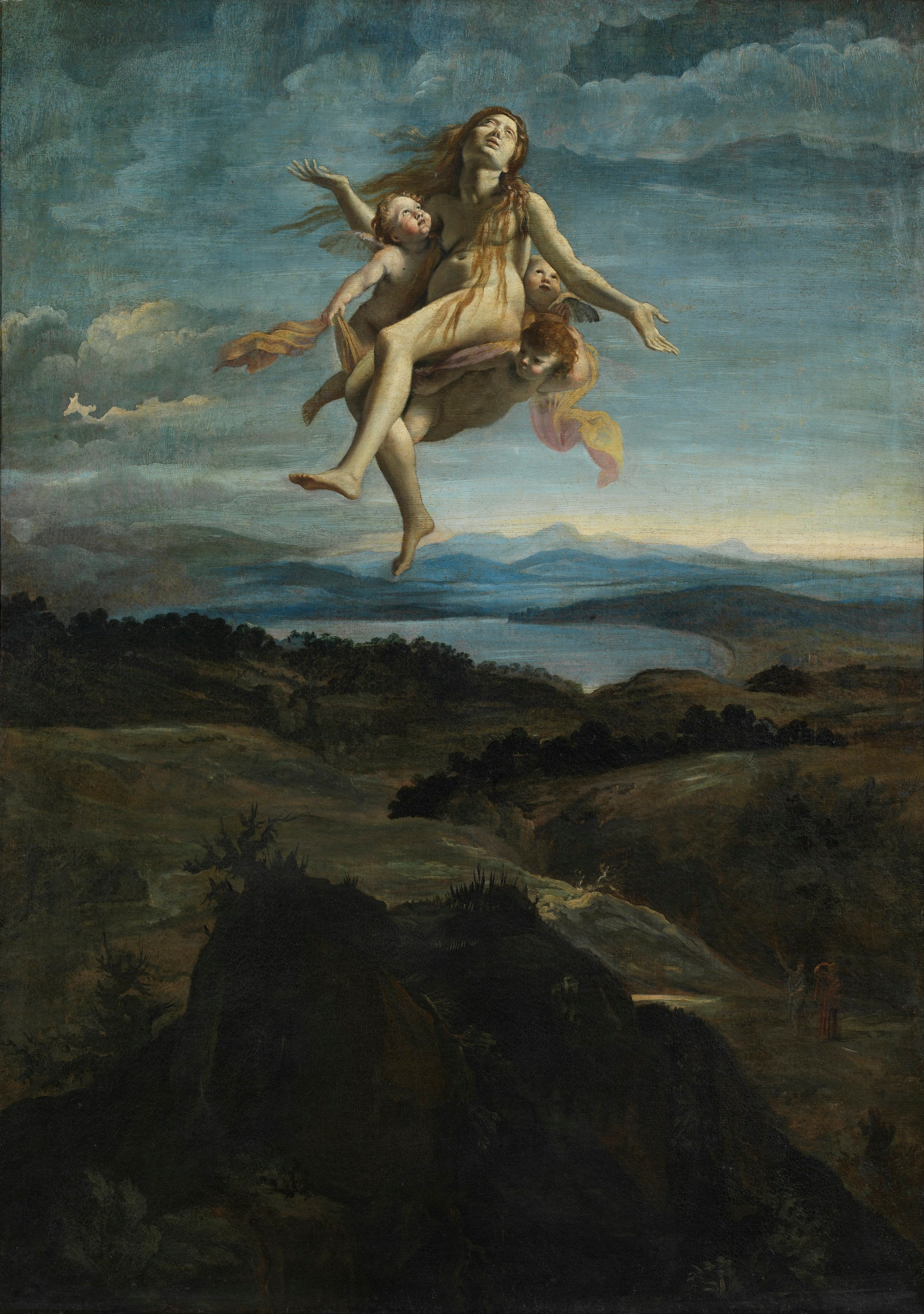
ジョヴァンニ・ランフランコ『天使によって空に運ばれるマグダラのマリア』 (1615-1617年)、カポディモンテ美術館、ナポリ

本作のマグダラのマリアは晩年の隠遁者としての姿である。洞窟の中で上半身を露わにして横たわり、顔を天に向けながら目を閉じている。豊かな金髪が肩から腰まで垂れ落ち、右手で十字架を支え、左手には本を持って読みかけの頁に指を挟んでいる。この絵画は、マグダラのマリアが上を向いて穏やかに目を閉じていることが大きな特徴である。この姿は自身の過去の罪を振り返る悔悛というより、天国の栄光のヴィジョンを瞑想する法悦に近いものであるのかもしれない。
13世紀のヤコブス・デ・ウォラギネの『黄金伝説』 (1984, II, pp.444-445) によれば、マグダラのマリアは「天国を見ることのできる境地に達したとおも」って隠遁し、そこで「毎日7回の祈りの時間に天使たちに導かれて天空にあげられ、生身の耳で天の軍勢が歌う讃歌を聞いた」という。この場面は通常、マグダラのマリアが空中を浮遊する姿で表現されるが、本作で穏やかに目を閉じている彼女の姿もまた、地上に居ながらにして天上の歌声に耳を傾けているようである。